# Bullers Green
Bullers Green – część miasta Morpeth, w Anglii, w hrabstwie Northumberland. Leży 23 km na północ od miasta Newcastle upon Tyne i 420 km na północ od Londynu.